# Lope (nombre)
Lope es un nombre propio masculino y también apellido patronímico en español, su equivalencia femenina sería Lupa. El nombre proviene del latín lupus (‘lobo’).[cita requerida]

## Variaciones
- Lupo (italiano)

## Distribución
Según el INE, a fecha 01/01/2021 en España llevan el nombre de Lope: 754 hombres, es usado en casi toda España, principalmente en las provincias de Segovia (0,014%), Cáceres (0,01%), Palencia (0,009%) y Ciudad Real (0,009%).

## Santoral
- 29 de julio: San Lope o Lupo de Troyes (c.383-479), obispo y santo cristiano.
- 14 de octubre: San Lope o Lupo, mártir cristiano.